# Coniophanes fissidens
Coniophanes fissidens (жовточерева змія) — вид змій родини полозових (Colubridae). Мешкає в Мексиці, Центральній і Південній Америці.

## Підвиди
Виділяють п'ять підвидів:
- Coniophanes fissidens compresses Shannon & Smith, 1949);
- Coniophanes fissidens dispersus Smith, 1941;
- Coniophanes fissidens fissidens (Günther, 1858);
- Coniophanes fissidens proterops (Cope, 1860);
- Coniophanes fissidens punctigularis (Cope, 1860).

## Поширення і екологія
Жовточереві змії мешкають на атлантичних схилах Мексики (від північної Пуебли до Веракрусу) та на тихоокеанських схилах (на південь від Оахаки), а Гватемалі, Белізі, Сальвадорі, Гондурасі, Нікарагуа, Коста-Риці, Панамі, на заході Колумбії і Еквадору. Вони живуть в лісовій підстилці тропічних лісів, трапляються в деградованих лісах. на кавових і какаових плантаціях.